# Kołokoł (pismo)
Kołokoł (pol. Dzwon) – rosyjska gazeta rewolucyjna wydawana przez Aleksandra Hercena na emigracji w latach 1857–1867.
Pierwszy numer ukazał się 1 lipca 1857 roku. Jednym z głównych redaktorów pisma był Nikołaj Ogariow, z Kołokołem współpracował także Michaił Bakunin. „Kołokoł” wychodził początkowo w Londynie, następnie w Genewie. Mottem „Kołokoła” były słowa: Vivos voco (Wzywam żywych).
W pierwszych latach istnienia „Kołokoł” cieszył się ogromną popularnością w społeczeństwie rosyjskim, liczyli się z nim nawet wrogowie. „Kołokoł” posiadał rozległą sieć korespondentów, którzy bardzo dokładnie informowali redakcję o wszystkim, co się dzieje w kraju. Demaskatorskie artykuły w „Kołokole” wzbudzały popłoch wśród biurokracji rosyjskiej. „W niektórych sferach i kołach obawiano się Hercena bardziej niż rządu” – pisał książę Mieszczerski, reakcyjny publicysta rosyjski, mając na uwadze piętnowanie nadużyć administracji i obszarników, czemu wiele uwagi poświęcała redakcja „Kołokoła”. Zdecydowanie propolskie stanowisko Hercena w dobie powstania styczniowego oraz spadek ruchu rewolucyjnego w Rosji w drugiej połowie szóstego dziesięciolecia wpłynęły na znaczne zmniejszenie się poczytności czasopisma. W roku 1867 Hercen zmuszony był zrezygnować z wydawania „Kołokoła”.
W 1870 roku Ogariow, Bakunin i Siergiej Nieczajew podjęli nieudaną próbę reaktywacji pisma, ukazało się jedynie kilka numerów.